# Энергоатом
Государственное предприятие «Национальная атомная энергогенерирующая компания „Энергоатом“» создано в октябре 1996 года.
Компания является оператором четырех действующих атомных электростанций Украины, на которых эксплуатируется 15 атомных энергоблоков (13 энергоблоков типа ВВЭР-1000 и два — ВВЭР-440) общей установленной мощностью 13 835 МВт, 2 гидроагрегата Александровской ГЭС (25 МВт), 3 гидроагрегата Ташлыкской ГАЭС 453 МВт) (гидроагрегат № 3 в 2022 году был присоединен к энергосистеме).
ГП «НАЭК „Энергоатом“» обеспечивает более 55 % потребности Украины в электроэнергии.
Общая численность работников на начало 2022 года — 33 969 работников.
Украина занимает седьмое место в мире и второе в Европе по показателю установленной мощности АЭС.
Организационно-правовая форма НАЭК «Энергоатом» — государственное предприятие.
Учредитель — Кабинет Министров Украины. Предприятие создано в соответствии с постановлением Кабинета Министров Украины "О создании Национальной атомной энергогенерирующей компании «Энергоатом» от 17.10.1996 № 1268 на базе имущества атомных электростанций и их инфраструктур — ПО «Запорожская АЭС», ПО «Южно-Украинская АЭС». В 2001 году Чернобыльская АЭС выведена из состава ГП «НАЭК „Энергоатом“».
В 2021 году Кабинет Министров Украины распоряжением от 20.01.2021 № 50-р взял на себя функции по управлению единым имущественным комплексом ГП «НАЭК „Энергоатом“».
Основные виды экономической деятельности подробно изложены в Уставе ГП «НАЭК „Энергоатом“», в частности:
Предприятие создано с целью производства электрической энергии, обеспечения безопасной эксплуатации и повышения эффективности работы атомных электростанций, безопасности при строительстве, ввода в эксплуатацию и снятия с эксплуатации ядерных установок, бесперебойного энергоснабжения хозяйствующих субъектов и населения, а также в пределах своей компетенции обеспечения постоянной готовности Украины к быстрым эффективным действиям в случае возникновения аварий на предприятиях атомной энергетики, радиационных аварий в промышленности, соблюдения требований ядерного законодательства, норм и правил ядерной и радиационной безопасности.
Согласно постановлению Кабинета Министров Украины от 17.10.1996 № 1268 на Компанию возложены функции эксплуатирующей организации. Задачами Энергоатома является безопасное производство электроэнергии, повышение уровня безопасности действующих энергоблоков АЭС и продление срока их эксплуатации, строительство энергоблоков АЭС и снятие их с эксплуатации, приобретение свежего и вывоза отработанного ядерного топлива, создание национальной инфраструктуры обращения с облученным ядерным топливом, физическая защита ядер ядерных материалов, подготовка и повышение персонала, решение социальных вопросов работников и т. д.
ГП «НАЭК „Энергоатом“» входит в перечень предприятий, имеющих стратегическое значение для экономики и безопасности государства (постановление Кабинета Министров Украины от 04.03.2015 № 83 "Об утверждении перечня объектов государственной собственности, имеющих стратегическое значение для экономики и безопасности государства ").
ГП «НАЭК „Энергоатом“» относится к субъектам хозяйственной деятельности, в собственности и пользовании которых есть объекты повышенной опасности (в соответствии с требованиями Закона Украины «Об объектах повышенной опасности» от 18.01.2001 № 2245-ІІІ).
АЭС ГП «НАЭК „Энергоатом“» принадлежат к градообразующим предприятиям. В городах Энергодаре, Вараше, Южноукраинске, Нетишине количество работников АЭС (вместе с членами их семей) составляет более половины населения административно-территориальной единицы, на территории которой расположены атомные станции.
ГП «НАЭК „Энергоатом“» является членом международных организаций: ВАО АЭС (Всемирной ассоциации операторов, эксплуатирующих АЭС), WNA (Всемирной ядерной ассоциации), Организации EUR (European Utility Requirements), IFNEC (Международного форума по сотрудничеству в области ядерной энергетики), Европейский альянс по чистому водороду 31 марта 2022 года Совет управляющих ВАО АЭС на своём заседании поддержал заявку ГП «НАЭК „Энергоатом“» и принял решение о переводе Компании вместе со всеми её станциями и атомными энергоблоками в Парижский центр ВАО АЭС.
Компания активно участвует в международных проектах МАГАТЭ, проектах международной технической помощи Европейской Комиссии в рамках программы ИСЯБ и Инициативы Группы Семи «Глобальное партнёрство против распространения оружия и материалов массового уничтожения», а также деятельности Агентства по ядерной энергии при Организации экономического сотрудничества и развития (NEA /OECD).

## Обособленные подразделения ГП «НАЭК „Энергоатом“»
- Запорожская АЭС.
- Ровенская АЭС.
- Южно-Украинская АЭС.
- Хмельницкая АЭС.
- Атомремонтсервис.
- Атомэнергомаш.
- Централизованные закупки.
- Атомпроектинжиниринг.
- Аварийно-технический центр.
- Научно-технический центр.
- Складское хозяйство.
- Конструкторское бюро атомного приборостроения и специального оборудования.
- Автоматика и машиностроение.
- Энергоатом-трейдинг.
- Управление делами.
- Донузлавская ВЭС (находится на временно оккупированной территории).

## АЭС Украины

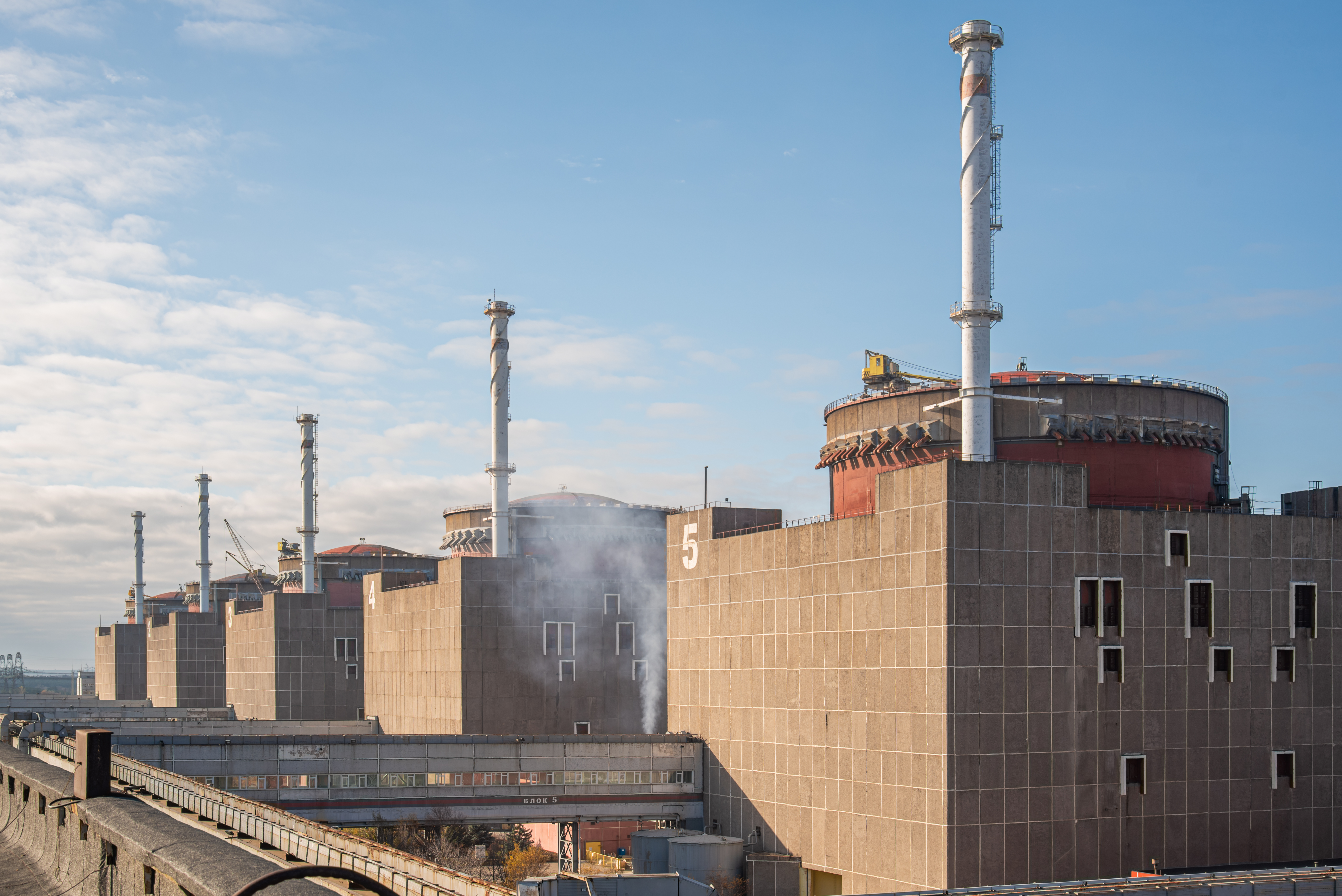
ЗАЭС

### Запорожская АЭС
- Начало строительства — 1979 г.
- Пуск первого энергоблока — 1984 г.
- 6 энергоблоков ВВЭР-1000 суммарной мощностью 6000 МВт.
- Город-спутник — Энергодар, Запорожская обл.

Самая большая на Украине и Европе АЭС. Расположена у степной зоны на берегу Каховского водохранилища. За годы существования произвела более 1,1 трлн кВт×ч электроэнергии. Имеет собственное сухое хранилище отработанного ядерного топлива (СХОЯТ).

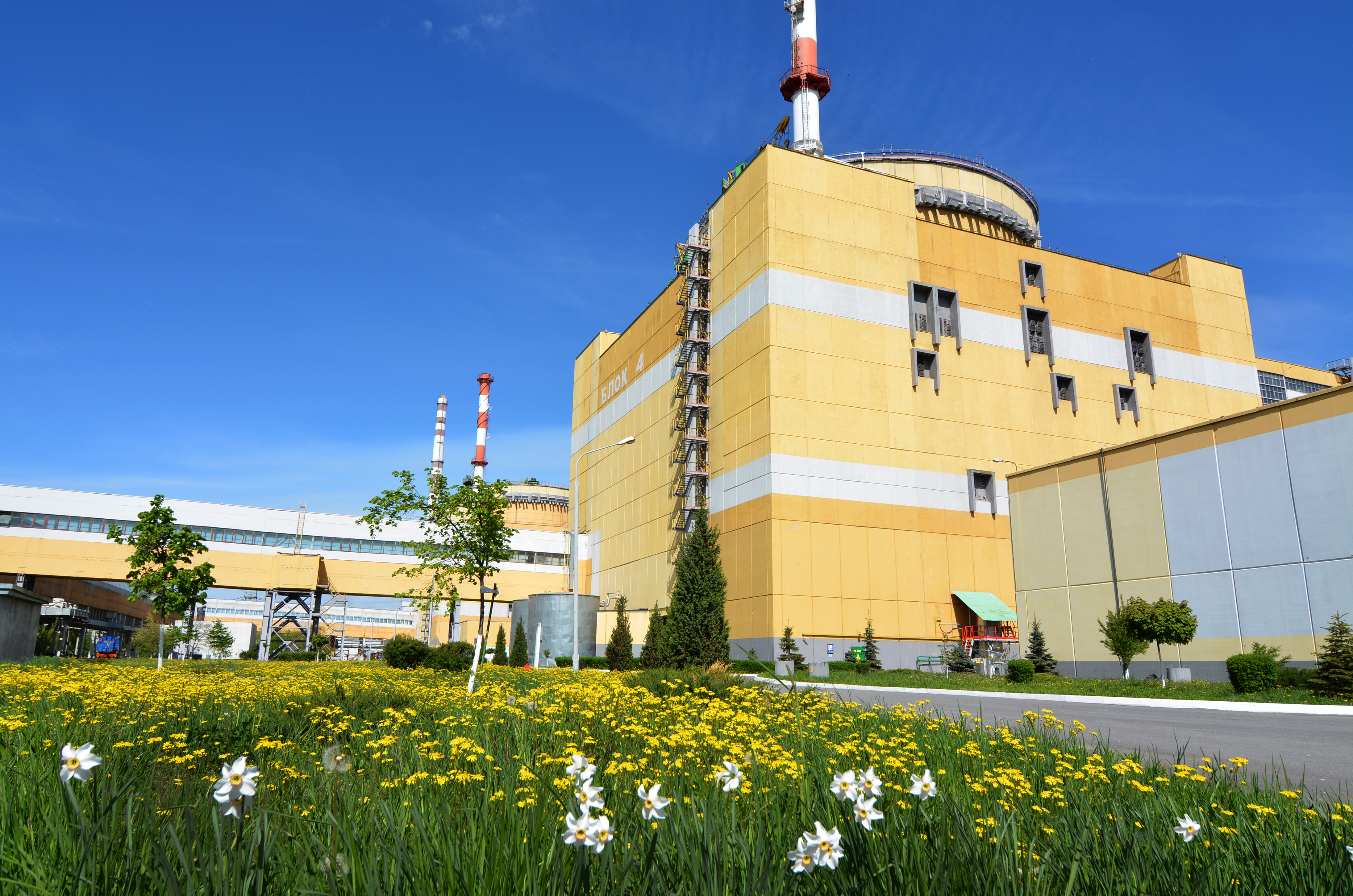
РАЭС

### Ровенская АЭС
- Начало строительства — 1973 г.
- Пуск первого энергоблока — 1980 г.
- 2 энергоблока ВВЭР-440 и 2 энергоблока ВВЭР-1000 суммарной мощностью 2835 МВт.
- Город-спутник — Вараш, Ровенская обл.

Первая на Украине атомная электростанция с энергетическими водо-водяными реакторами типа ВВЭР. Ежегодное производство электроэнергии на станции составляет около 20 млрд кВт×ч. На РАЭС действует автоматизированная система контроля радиационного состояния (АСКРС), оборудованная системами сейсмомониторинга и системой поддержки принятия решений RODOS (Real Time Online Decision Support). По точности параметров и характеристик этот комплекс уникален в Украине и одним из лучших в мире.

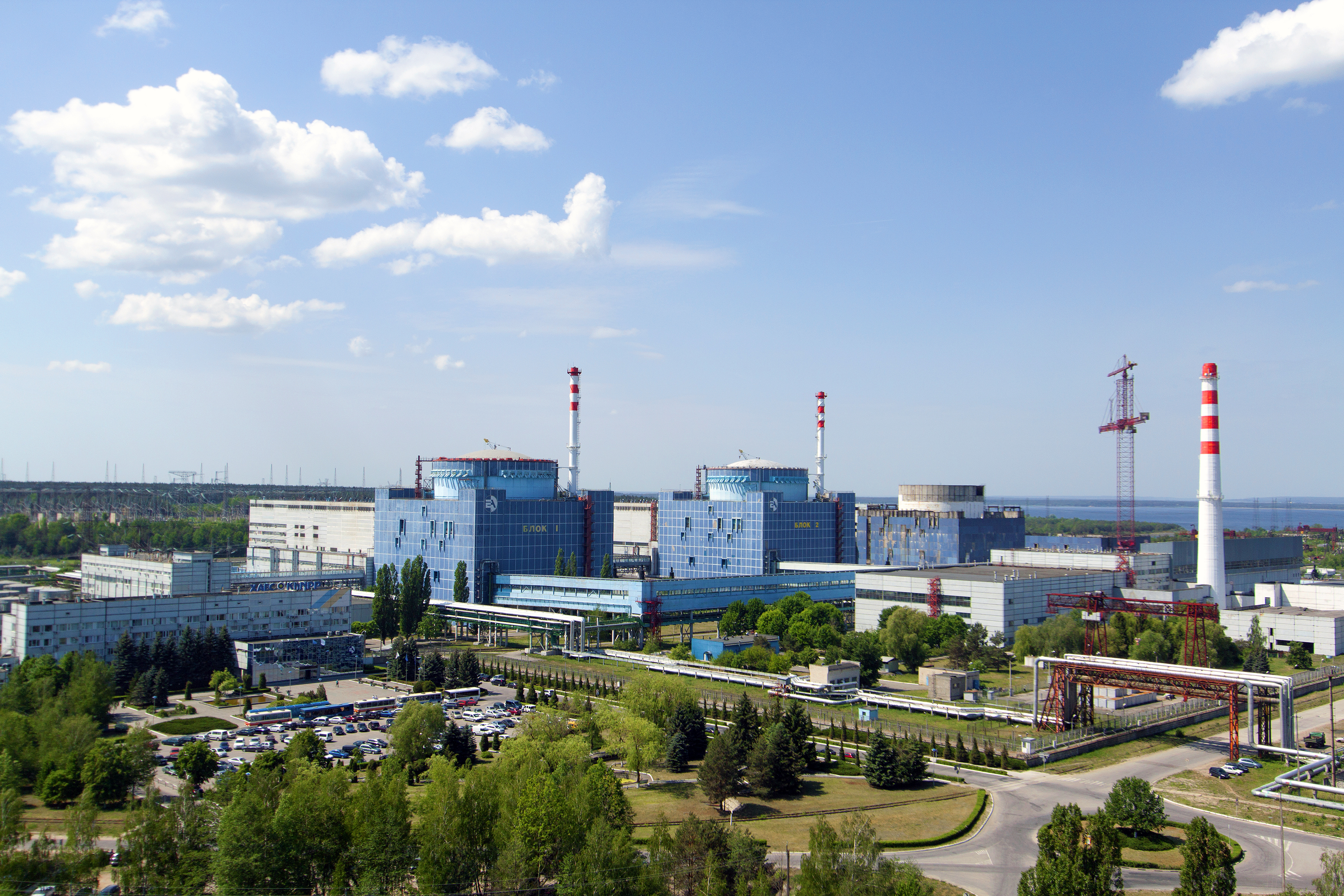
ХАЭС

### Хмельницкая АЭС
- Начало строительства — 1981 г.
- Пуск первого энергоблока — 1987 г.
- 2 энергоблока ВВЭР-1000 суммарной мощностью 2000 МВт.
- Город-спутник — Нетешин, Хмельницкая обл.

Самая перспективная украинская АЭС по реализации экспортного потенциала Украины на европейском энергорынке. Расположена у центральной части Западной Украины на границе трех областей — Хмельницкой, Ровенской и Тернопольской. Станция ежегодно генерирует около 15 млрд кВт×ч электроэнергии.

### Южно-Украинский энергетический комплекс

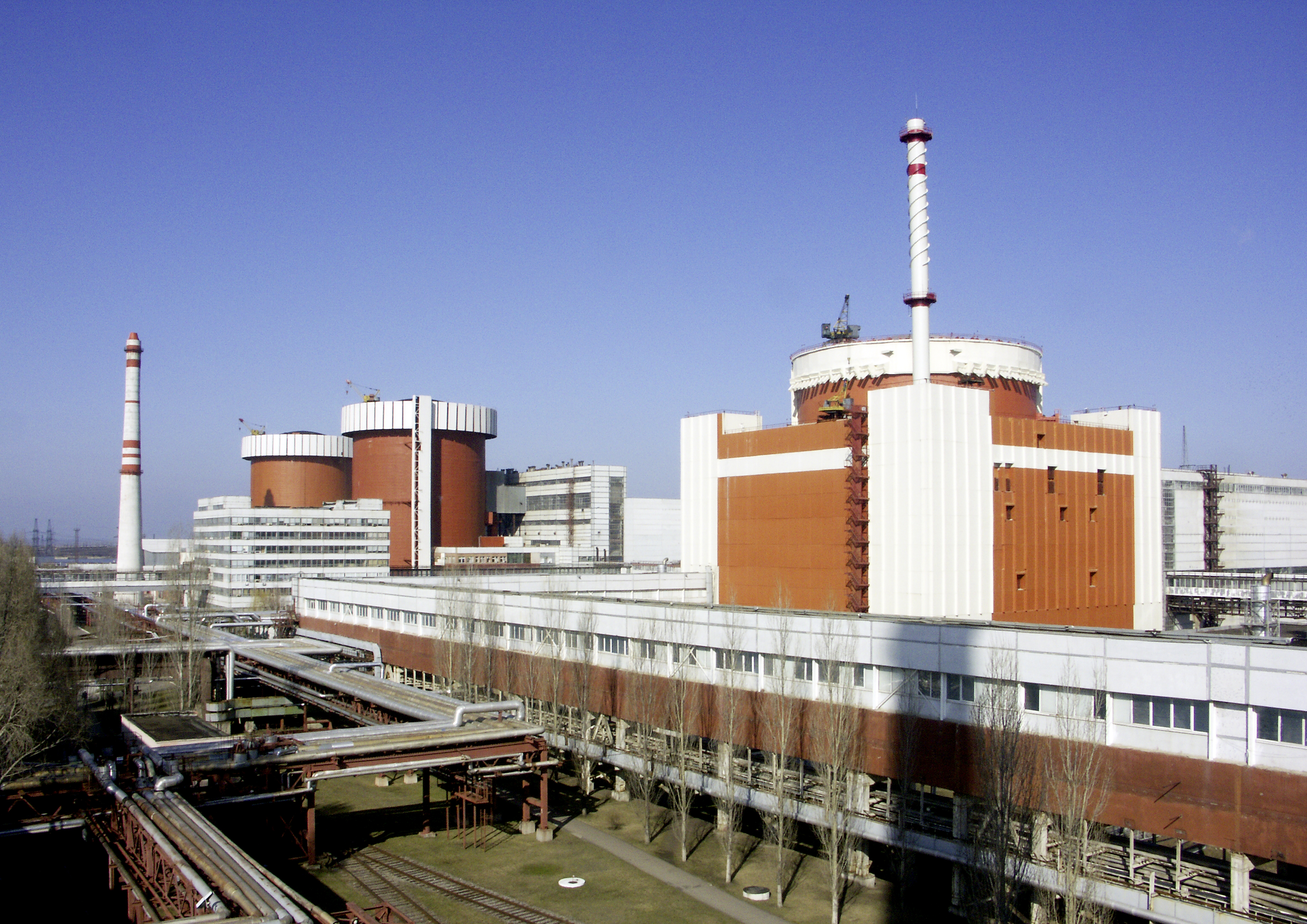
ПАЭС

#### Южно-Украинская АЭС
- Начало строительства — 1975 г.
- Пуск первого энергоблока — 1982 г.
- 3 энергоблока ВВЭР-1000 суммарной мощностью 3000 МВт.
- Город-спутник — Южноукраинск, Николаевская обл.

#### Александровская ГЭС
- 2 гидроагрегата суммарной мощностью 25 МВт.

#### Ташлыкская ГАЭС
- Введено в эксплуатацию 3 гидроагрегата мощностью 453 МВт.

Южно-Украинский энергетический комплекс использует базовые ядерные, манёвренные гидро- и гидроаккумулирующие мощности. Расположен на севере Николаевской области на берегу реки Южный Буг. Комплекс ежегодно производит 17-20 млрд кВт×ч электроэнергии. На ЮУАЭС впервые в Украине было загружено свежее ядерное топливо производства американской компании Westinghouse, с чего начался успешный путь Украины к диверсификации поставок ядерного топлива. С 2018 года энергоблок № 3, а с 2020 года — энергоблок № 2 ЮУАЭС работают исключительно на топливе Westinghouse.

## Безопасность АЭС
В политике ГП «НАЭК „Энергоатом“» вопрос обеспечения безопасности приоритетен над экономическими, техническими, научными и другими задачами. Повышение и соблюдение достигнутого уровня безопасности действующих энергоблоков атомных электростанций имеет наивысший приоритет в деятельности эксплуатирующей организации. применяются ядерно-радиационные технологии, поэтому основной задачей компании является безусловное соблюдение ядерной и радиационной безопасности при экономически эффективной генерации и надёжном обеспечении потребителей электрической и тепловой энергией.
В зонах наблюдения АЭС для постоянного отслеживания радиационного воздействия созданы автоматизированные системы контроля радиационного состояния (АСКРС).
Безопасность украинских АЭС много лет контролируется международными экспертами: проводятся периодические совещания в МАГАТЭ по соблюдению положений Конвенции по ядерной безопасности, в рамках сотрудничества организован мониторинг состояния безопасности международными экспертами (миссии OSART, ASSET, WANO).
Повышение надёжности и эффективности эксплуатации действующих АЭС реализуется путём выполнения Комплексной (сводной) программы повышения уровня безопасности энергоблоков атомных электростанций (КсПБ, утвержденная постановлением КМУ от 07.12.2011 № 1270. Постановлением КМУ от 08.05.2019 № 290). 2011 г. № 1270 и продлён срок действия КсПБ до 31.12.2023 г. Постановлением КМУ от 07.11.2018 г. № 924 увеличен объем финансирования КсПБ. от 07.12.2011 № 1270 о продлении срока действия КсПБ до 31.12.2025) и Комплексной сводной программы повышения эффективности и надёжности эксплуатации энергоблоков АЭС.
КЗПБ разработан с учётом рекомендаций совместного проекта Еврокомиссии, МАГАТЭ и Украины по повышению безопасности и выполнению постфукусимских мероприятий на энергоблоках АЭС с целью повышения уровня безопасности эксплуатации энергоблоков атомных электростанций и надёжности их работы; уменьшение рисков возникновения аварий на атомных электростанциях во время стихийного бедствия или других экстремальных ситуаций; повышение эффективности управления проектными и внепроектными авариями на атомных электростанциях, минимизации их последствий Срок реализации программы 2011—2023 годы. Целью реализации мер Комплексной (сводной) программы повышения уровня безопасности энергоблоков АЭС является:
- выполнение рекомендаций МАГАТЭ и других международных организаций по повышению уровня безопасности энергоблоков украинских АЭС;
- выполнение требований действующего отечественного ядерного законодательства и законодательства в сфере гражданской защиты относительно готовности компании к действиям в условиях угрозы и возникновения ядерных и радиационных аварий, чрезвычайных ситуаций техногенного и природного характера.
- выполнение мер, направленных на предупреждение аварий, аналогичных аварии на АЭС Фукусима;
- замена важного для безопасности оборудования современным.

Программа КЗПБ содержит 1295 мероприятий, из них по состоянию на 2022 год выполнено 1070.
ГП «НАЭК „Энергоатом“» также внедряет постфукусимские мероприятия, направленные на предотвращение возникновения аварий во время стихийного бедствия или других экстремальных ситуаций, минимизацию последствий таких аварий; повышение эффективности управления проектными и внепроектными авариями на атомных электростанциях, минимизация их последствий. В общей сложности из 238 постфукусимских мероприятий по состоянию на 2022 год уже выполнено 90 % мероприятий.

## Строительство новых атомных энергоблоков в Украине
31 августа 2021 г. в Вашинтоне (США) Энергоатом и Westinghouse подписали Меморандум о взаимопонимании, который предусматривает строительство пяти новых атомных энергоблоков по технологии AP1000 в Украине.
2 июня 2022 г. на площадке Хмельницкой АЭС была подписана Декларация о начале практической реализации совместного проекта ГП «НАЭК „Энергоатом“» и Westinghouse Electric Company по строительству энергоблоков АР1000 на площадке Хмельницкой АЭС. В тот же день ГП «НАЭК „Энергоатом“» и Westinghouse подписали о расширении сотрудничества, предусматривающем увеличение количества запланированных к строительству энергоблоков AP1000 с пяти до девяти, а также создание в Украине инжинирингового центра Westinghouse в поддержку проектов AP1000, запланированных к реализации в Украине и Европе, а также поддержку эксплуатации действующих энергоблоков АЭС Украины и будущих работ по их выводу из строя.
Ключевые этапы реализации пилотного проекта:
- подготовка и заключение межправительственного соглашения о сотрудничестве между Украиной и США в сфере строительства атомных энергоблоков АР1000 в Украине;
- подготовка и принятие проекта закона Украины «О размещении, проектировании и строительстве энергоблоков на площадке Хмельницкой АЭС»;
- получение лицензий на строительство и ввод в эксплуатацию двух энергоблоков АР1000 на площадке Хмельницкой АЭС.

## Обращение с отработанным ядерным топливом на АЭС Украины
Относительно всех аспектов обращения с отработанным ядерным топливом Украина полностью выполняет свои обязательства в соответствии с требованиями «Объединенной конвенции о безопасности обращения с отработанным топливом и о безопасности обращения с радиоактивными отходами» (Объединённая конвенция), ратифицированной Верховной Радой Украины 20 апреля 2000 года.
Согласно Объединённой конвенции, окончательная ответственность за безопасное обращение с отработанным ядерным топливом (ОЯТ) и радиоактивными отходами полностью возлагается на государство, в котором они образуются.
Во времена Советского Союза осуществлялась технологическая схема, когда отработанное топливо с украинских атомных станций вывозилось во временные хранилища на территории РФ с целью его дальнейшей переработки. После распада СССР российская сторона начала брать значительную плату за переработку отработанного украинского топлива. Как следствие, радиоактивные отходы, возникающие при переработке, должны были возвращаться в Украину в соответствии с вышеупомянутой Конвенцией.

### Сухое хранилище отработанного ядерного топлива на Запорожской АЭС
Украина получила и положительный опыт решения проблемы обращения с отработанным ядерным топливом. В 1990-х годах из-за очередных ограничений со стороны РФ в вывозе отработанного топлива на переработку Запорожская АЭС столкнулась с угрозой остановки своих энергоблоков. Это побудило станцию построить и ввести в 2001 году в эксплуатацию промежуточное (временное) «сухое» хранилище контейнерного типа по технологии Duke Engineering&Services и Sierra Nuclear Corporation для своего отработанного топлива, рассчитанное на 50 лет хранения.

### Централизованное хранилище отработанного ядерного топлива (ЦХОЯТ)

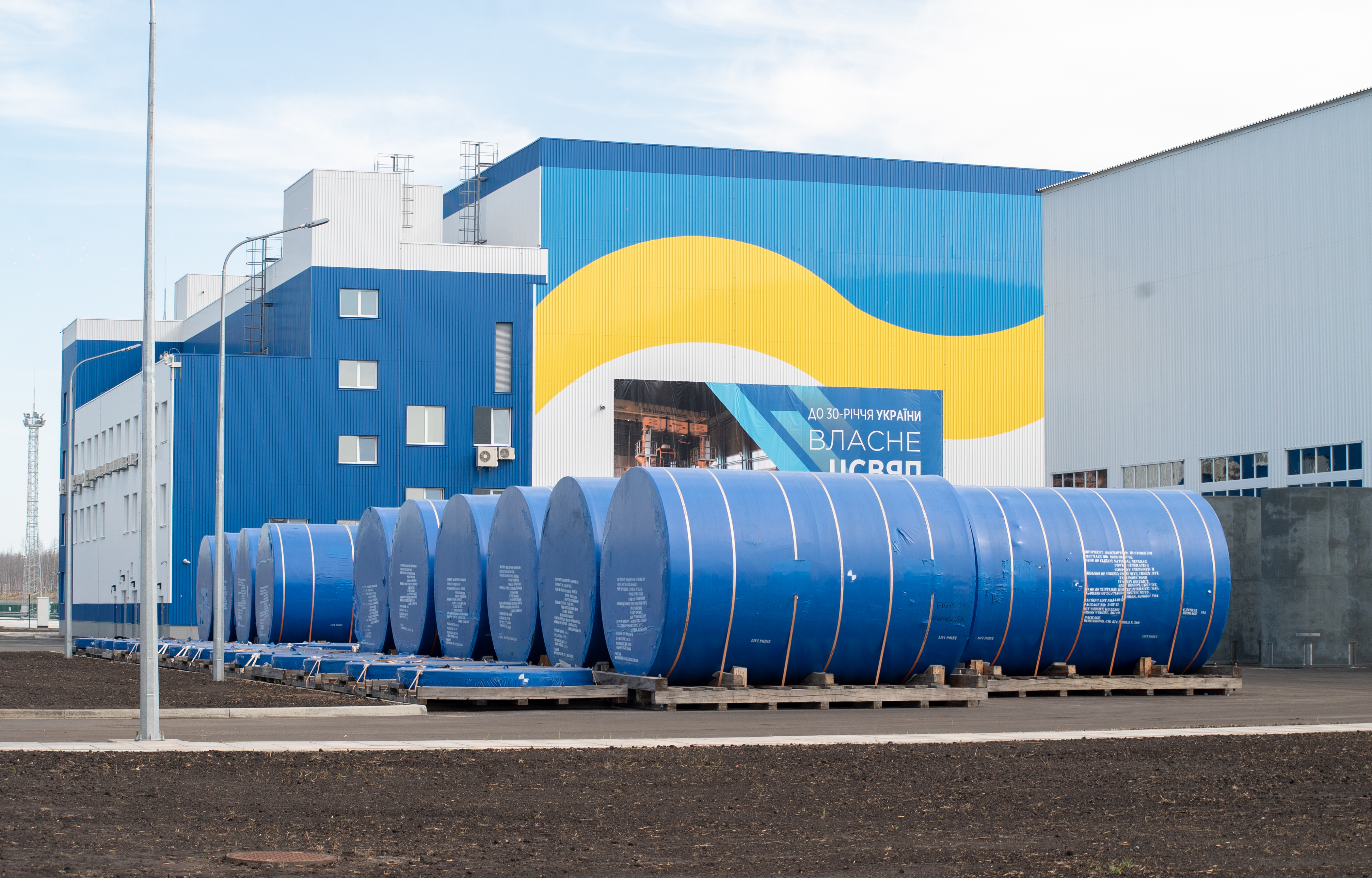
ЦХОЯТ

В 2003 году Энергоатом объявил международный конкурс по отбору компании для создания в стране централизованного хранилища отработанного ядерного топлива (ЦХОЯТ) сухого типа для топлива из трёх упомянутых АЭС. Его победителем стала американская компания Holtec International, с которой в конце 2005 года был заключён контракт на проектирование, лицензирование, строительство и ввод в эксплуатацию хранилища, рассчитанного на 100 лет хранения.
Площадка ЦХОЯТ, согласно законодательству Украины, расположена на территории между бывшими сёлами Старая Красница, Бурякивка, Чистогаловка и Стечанка Киевской области, в зоне отчуждения территории, подвергшейся радиоактивному загрязнению в результате Чернобыльской катастрофы.
Хранение отработанного ядерного топлива в ЦХОЯТ реализовано по технологии «сухого» хранения компании Holtec International. Эта технология имеет лицензию органа регулирования ядерной и радиационной безопасности США (US NRC), апробированная в США и Испании, Великобритании, внедряется в Швейцарии, Китае и рассматривается для внедрения в Швеции.
Выбранная для ЦХОЯТ технология носит двухцелевой характер, обеспечивающий как хранение, так и транспортировку отработанного топлива без использования дополнительного оборудования.
Система хранения ОЯТ реализует три функции:
- безопасную и герметичную локализацию радиоактивного материала в многоцелевом контейнере, (два конструкционных барьера БЦК (оболочка в оболочке), предотвращающие возможный утечку радионуклидов из отработанных сборок в окружающую среду);
- безопасное длительное хранение в защитном сооружении (контейнер HI-STORM), предотвращающее прямое влияние ионизирующего излучения, генерируемого отработанными сборками, на персонал и окружающую среду;
- защита отработанных тепловыделяющих сборок от экстремальных воздействий природного и техногенного происхождения в процессе их хранения в HI-STORM.

Безопасность хранения отработанного будет обеспечиваться двойным барьером локализации радиоактивных веществ в специальном контейнере (БЦК), который, в свою очередь, на каждом этапе обращения с отработанным топливом будет находиться в специальных защитных контейнерах, отвечающих всем национальным требованиям обеспечения радиационной безопасности.
25 апреля 2022 года Государственная инспекция ядерного регулирования Украины выдала отдельное разрешение на ввод в эксплуатацию ЦХОЯТ. Выдача разрешения планировалась 9 марта, но была отсрочена из-за российской агрессии и временной оккупации Чернобыльской зоны отчуждения.

## Инвестиционные проекты Компании
Инвестиционные проекты, реализуемые ГП «НАЭК „Энергоатом“», направлены на обеспечение безопасной и надёжной работы АЭС, продления сроков эксплуатации энергоблоков, создания условий для обеспечения энергетической независимости Украины. Основными проектами являются:
- Проведение всех подготовительных работ по началу строительства энергоблоков № 5 и № 6 ХАЭС.
- Реализация проекта по строительству новых энергоблоков по технологии AP1000 (Westinghouse) на существующих и перспективных площадках.
- Наладка производства топливных кассет по технологии Westinghouse в Украине.
- Начало эксплуатации ЦХОЯТ, приём ОЯТ с трёх украинских АЭС.
- Пуск и подключение к ОЭС Украины гидроагрегата № 3 Ташлыкской ГАЭС.
- Ввод в эксплуатацию брызгальных бассейнов № 3, 4, 5 на ПАЭС.
- Экспорт электроэнергии в страны ЕС.
- Исследование возможностей внедрения технологии малых модульных реакторов (ММР) в Украине.

## Военные действия на АЭС Украины

### Оккупация Запорожской АЭС

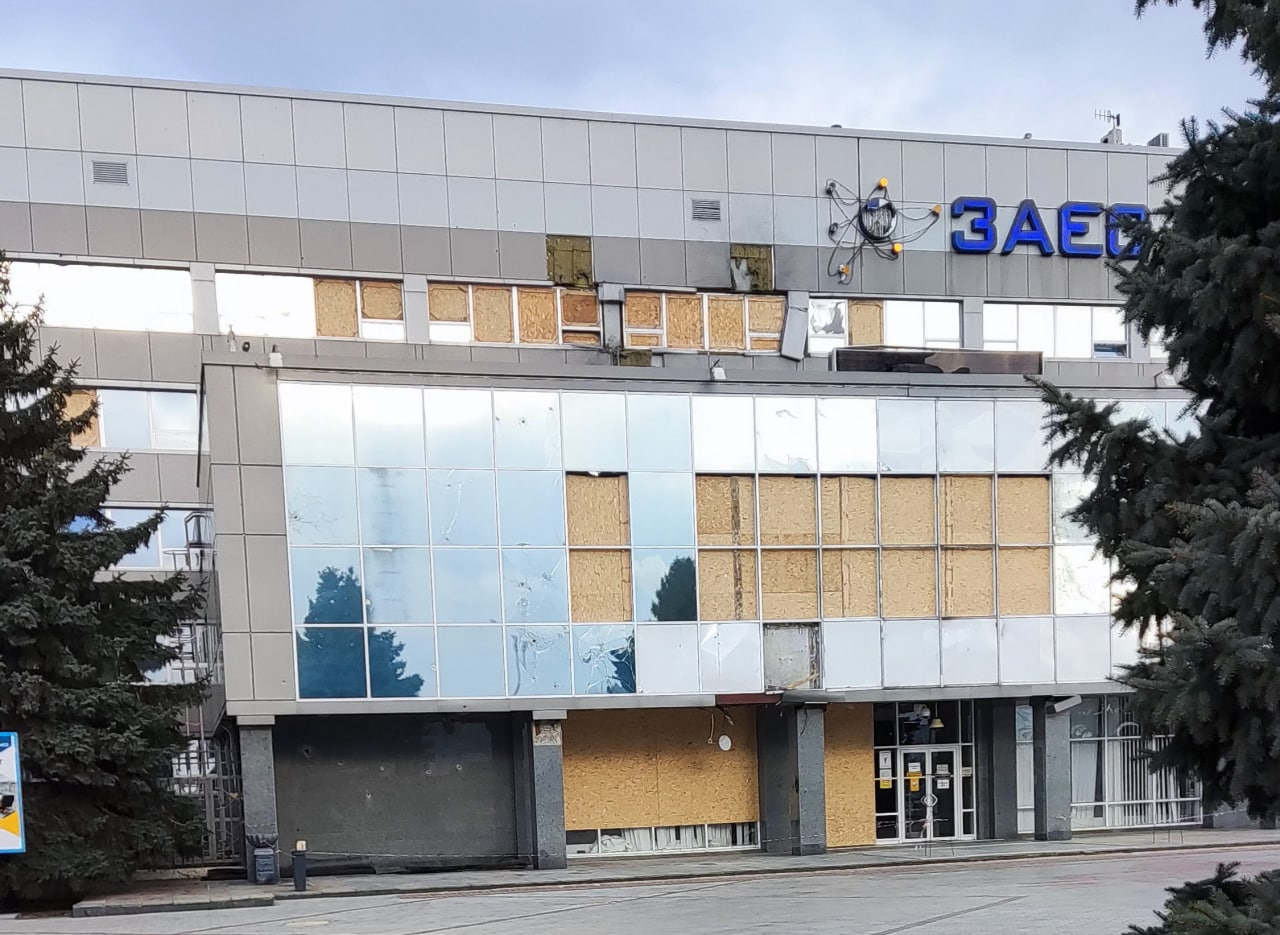
Последствия обстрела Запорожской АЭС российскими военными

04 марта 2022 года Запорожская АЭС оказалась в условиях временной оккупации. Во время вооруженного захвата станции российскими военными из-за обстрелов был повреждён один из корпусов Учебно-тренировочного центра ЗАЭС, здание реакторного отделения, блочный трансформатор, а также бытовые корпуса, некоторые здания, сооружения и оборудование. Возникла непосредственная угроза жизни персонала станции, а также угроза ядерной и радиационной опасностей и аварии. Также были повреждены ВЛ «Запорожская» и ВЛ «Южно-Донбасская».
После оккупации Запорожской АЭС более 500 военных РФ и 50 единиц военной техники постоянно находились на площадке станции.
По меньшей мере 14 грузовиков с оружием, боекомплектом и взрывчаткой российские военные разместили прямо в машинном зале энергоблока № 1 ЗАЭС совсем близко к ядерному реактору. Подъезд пожарной техники в случае пожара заблокирован.
Сразу после оккупации Росатом и Росэнергоатом была направлена на площадку ЗАЭС группу своих работников. Состоялось три ротации персонала Росэнергоатома. 2 июня 2022 г. на Запорожскую АЭС прибыла команда из 10 работников Росэнергоатома во главе с главным инженером Калининской АЭС.

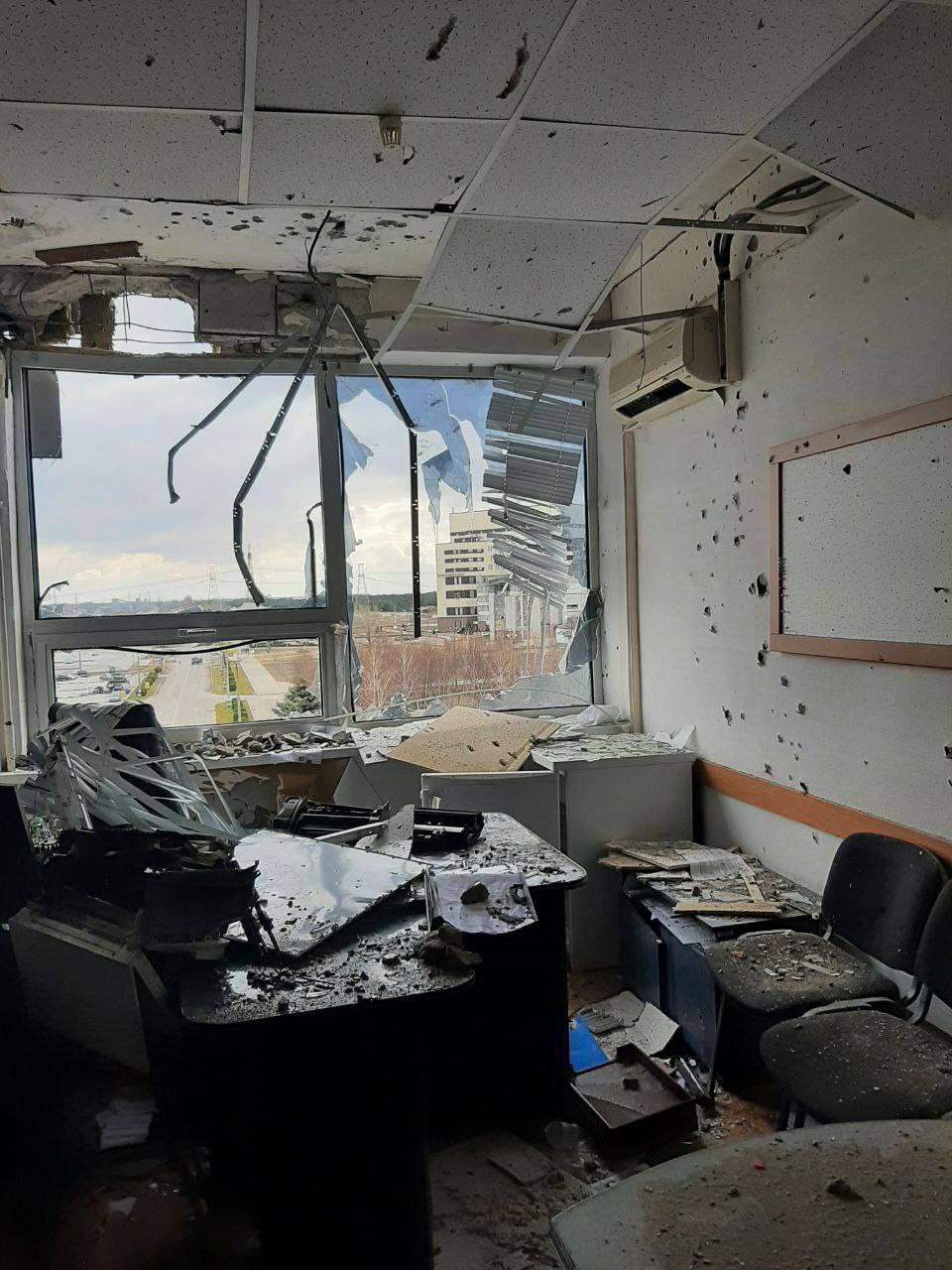
Последствия атаки российских военных на административный корпус Запорожской АЭС

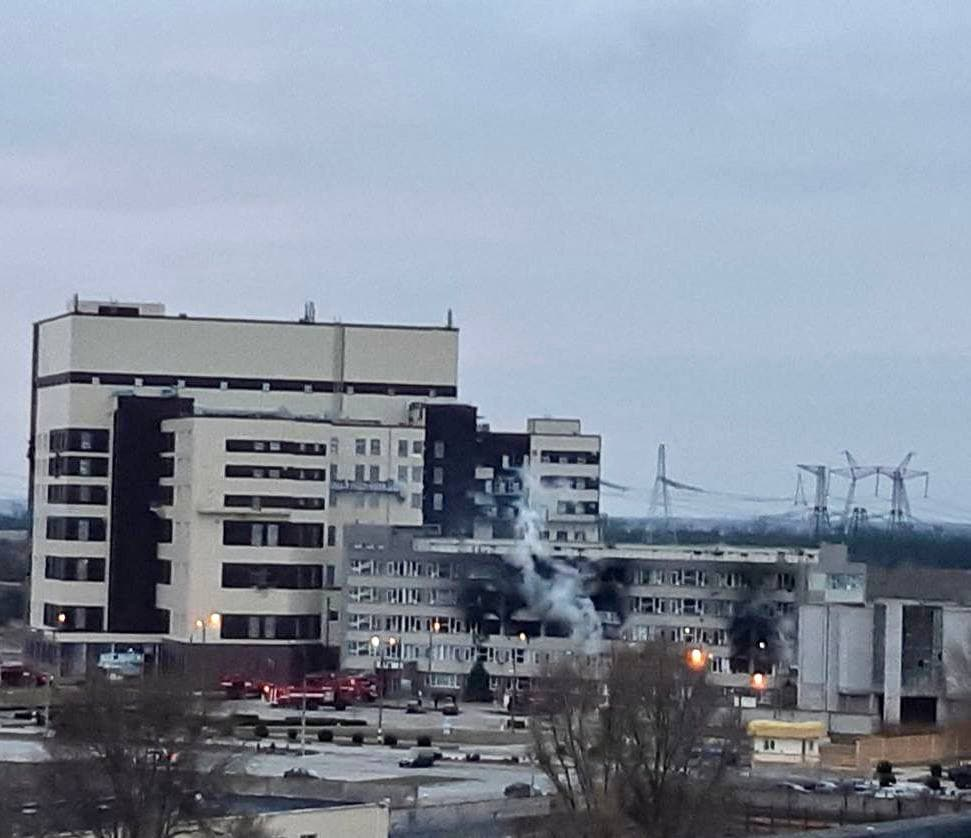
Попадание в учебно-тренировочный центр в результате обстрелов российскими военными ЗАЭС 4 марта 2022

В августе 2022 года происходили постоянные обстрелы ЗАЭС. Нанесены существенные повреждения оборудованию, зданиям, сооружениям, трубопроводам, конструкциям ЗАЭС, что привело к возникновению ядерной и радиационной опасности и высокой угрозе ядерной аварии вследствие повреждения энергоблоков, химических корпусов и другого оборудования и зданий, обеспечивающих работу АЭС.
05.08.2022 зафиксировано 3 обстрела площадки станции, возле одного из энергоблоков. Было попадание между учебно-тренировочным центром и ВРП 750 с повреждением высоковольтных линий 150 кВ ЗАЭС — ЗаТЕС, что привело к обесточиванию РТСП 1, 2 (резервные собственные потребности) и 330 кВ ЗАЭС — Запорожская ТЭС и снижение суммарной мощности ОП ЗАЭС до 1000 МВт.
25.08.2022 из-за пожаров на золоотвалах Запорожской ТЭС, расположенной рядом с Запорожской АЭС, дважды отключалась последняя (четвертая) линия связи ЗАЭС с энергосистемой Украины — ВЛ-750 кВ ЗАЭС — «Днепровская». Три других линии связи ранее были повреждены во время предварительных обстрелов. В результате два работающих энергоблока станции отключились от сети. Действия российских военных повлекли за собой полное отключение ЗАЭС от сети — впервые в истории станции.
21.09.2022 в 01:13 в результате очередного обстрела ЗАЭС повреждено оборудование связи энергоблока № 6 с открытым распределительным устройством ЗАЭС. В результате атаки отключились блочный трансформатор и трансформаторы собственных потребностей энергоблока. Из-за утраты питания произошёл аварийный запуск двух дизель-генераторов систем безопасности для обеспечения работы насосов охлаждения топлива.
Безопасность АЭС в условиях военных действий и оккупации является новым вызовом, поскольку ни одна из АЭС в мире не проектировалась с защитой от возможных военных действий, бомбардировки или обстрела ракетами/снарядами.
В результате оккупации и постоянных обстрелов площадки АЭС и города-спутника Энергодара 10 человек получили тяжёлые ранения, один погиб.
Также оккупационные войска оказывают психологическое давление и пытки местных жителей и работников АЭС.
Более 100 человек были похищены, их местонахождение пока неизвестно. Один работник АЭС был убит во время пыток.

### Военные обстрелы других АЭС
19.09.2022 произведён ракетный обстрел промышленной зоны Южно-Украинской атомной электростанции, вероятно, ракетой «Искандер» класса «земля — земля». Снаряд упал в 300 м от ядерных реакторов. Ударной волной повреждено здание АЭС, разбито более 100 окон. Отключились один гидроагрегат Александровской ГЭС, входящей в состав Южно-Украинского энергокомплекса, и три высоковольтные линии электропередачи.

### Миссия МАГАТЭ
18 августа 2022 г. Президент Украины Владимир Зеленский на встрече с генеральным секретарем ООН Антониу Гутерришем во Львове согласовал параметры миссии Международного агентства по атомной энергии (МАГАТЭ) на оккупированную Запорожскую АЭС.
1 сентября миссия МАГАТЭ посетила ЗАЭС. В тот же день большинство делегации оставило захваченный РФ объект. Шесть экспертов МАГАТЭ остались на Запорожской АЭС.
3 сентября Генеральный директор МАГАТЭ Рафаэль Мариано Гросси на пресс-конференции проинформировал мировые СМИ о первых итогах пребывания миссии МАГАТЭ на захваченной российскими военными станции.
5 сентября 2022 года четыре из шести представителей команды инспекции МАГАТЭ завершили работу на Запорожской АЭС и покинули площадку станции.
6 сентября МАГАТЭ опубликовало отчет о визите в ЗАЭС. В документе Агентство призывает для предотвращения ядерной катастрофы срочно установить вокруг станции безопасную зону и готово начать консультации по созданию такой зоны. Миссия во время визита зафиксировала повреждение зданий и сооружений станций и отметила, что дальнейшие обстрелы могут повредить важное оборудование и привести к значительному выбросу радиоактивных веществ.
7 сентября на заседании Совета Безопасности ООН, посвящённом ситуации на ЗАЭС, генеральный секретарь ООН Антониу Гутерреш заявил: «Любой ущерб, причиненный ядерному объекту, может привести к катастрофе для региона и за его пределами. Любые действия, которые могут поставить под угрозу физическую целостность, безопасность или защиту атомной станции являются неприемлемыми».
15 сентября Совет управляющих МАГАТЭ, состоящий из представителей 35 государств-членов ООН, принял резолюцию с требованием к РФ прекратить оккупацию Запорожской атомной электростанции.